# Alex Silva Quiroga
Alex Silva Quiroga (Montevideo, 15 giugno 1993) è un calciatore uruguaiano, difensore del Boston River.

## Caratteristiche tecniche
È un terzino destro.

## Carriera
Cresciuto nelle giovanili del Progreso, ha esordito in prima squadra il 26 agosto 2012 in occasione del match di campionato vinto 2-0 contro il Cerro.

## Palmarès

### Club

#### Competizioni nazionali
- Campionato uruguaiano: 1

Peñarol: 2017